# Edward Feigenbaum
Edward Albert Feigenbaum (Weehawken, 20 de janeiro de 1936) é um informático estadunidense.
Especialista em inteligência artificial, é reconhecido como pai dos sistemas especialistas.
Estudou na Universidade Carnegie Mellon, onde obteve o doutorado.
Foi laureado com o Prêmio Turing de 1994, juntamente com Raj Reddy, pelo pioneirismo na inteligência artificial.
Como destacado pesquisador da Força Aérea dos Estados Unidos, recebeu em 1997 o U.S. Air Force Exceptional Civilian Service Award. Fundou o Knowledge Systems Laboratory na Universidade de Stanford, universidade onde aposentou-se como professor de informática.